# Sterre der Zee (Maastricht)
Sterre der Zee is de populaire naam van een 15e-eeuws genadebeeld van Maria in Maastricht. De rooms-katholieke Sterre der Zee devotie is met name populair in Zuid-Nederland en België. Het pauselijk gekroonde Maastrichtse beeld staat opgesteld in een zijkapel van de Onze-Lieve-Vrouwebasiliek, een kerk die om deze reden wel wordt aangeduid als de 'Sterre der Zee'.

## Geschiedenis

### Maria-verering in Maastricht
De verering van Maria in Maastricht is veel ouder dan de verering van de Sterre der Zee. Zowel in de Sint-Servaaskerk als in de Onze-Lieve-Vrouwekerk bevonden zich vanouds altaren die aan Maria gewijd waren. In die laatste kerk bevindt zich het 12e-eeuwse Heimokapiteel, waarop de beeldhouwer(?) Heimo een fraai bewerkt kapiteel aanbiedt aan Maria, een vroeg teken van Mariadevotie in Maastricht. Het oudste, bewaard gebleven beeld van Maria in Maastricht is een Maaslandse Sedes Sapientiae uit omstreeks 1275 in de Sint-Servaaskerk. In 1281 wordt een kapel aan de Maas vermeld, die Maria Minor (Maria de Mindere) werd genoemd. De aanduiding 'mindere' zou in dit geval kunnen wijzen aan een ondergeschiktheid van de kapel aan het kapittel van de Onze-Lieve-Vrouwekerk (Maria Maior). Later veranderde de naam in Maria ad littam (Maria ten Oevere).

### Bij de Minderbroeders

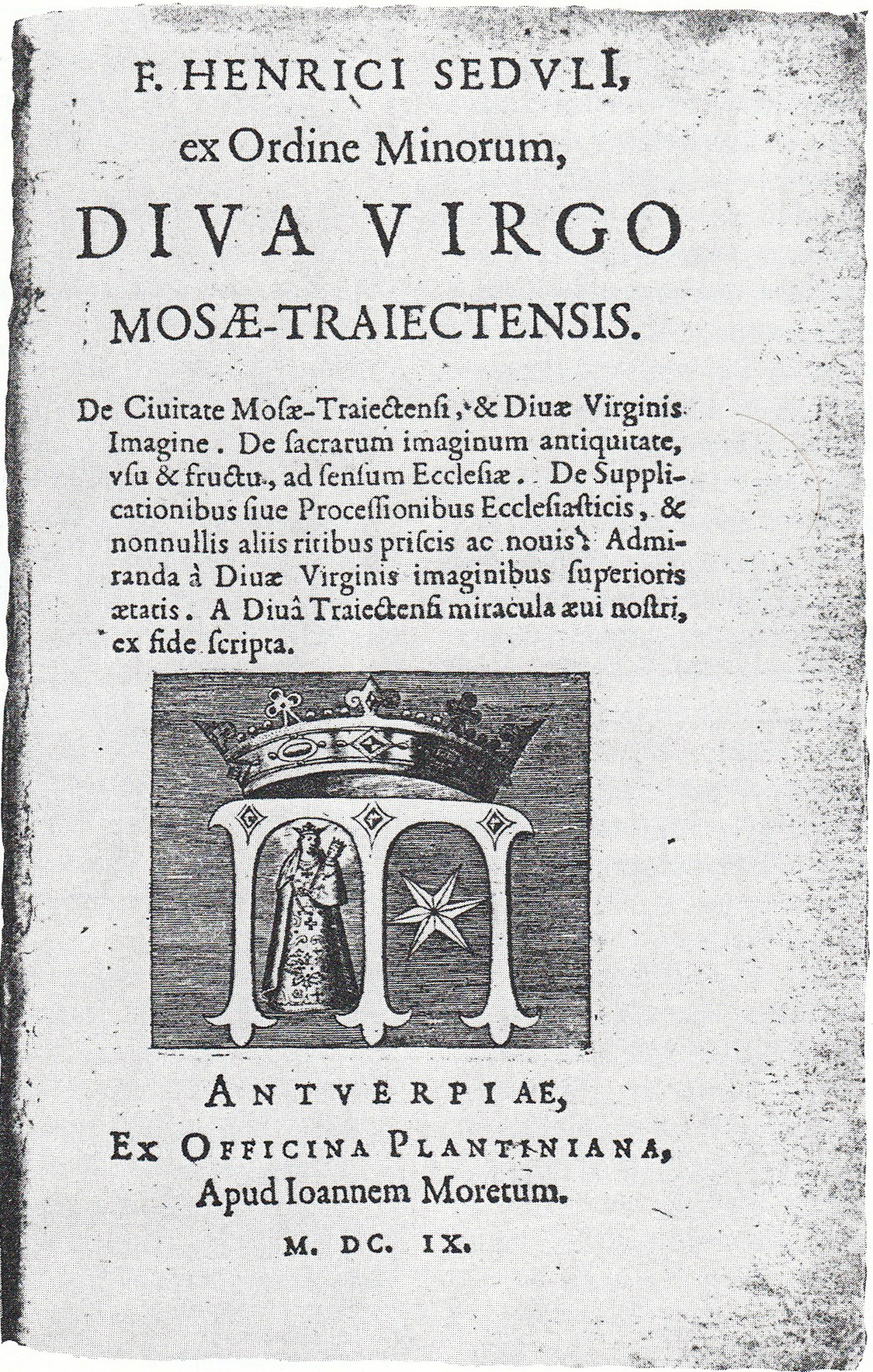
Titelblad Diva Virgo Mosæ-Traiectensis 1609)

Het beeld is waarschijnlijk Duits en dateert uit het begin van de vijftiende eeuw. Het behoort tot het type van de Schöne Madonnen, beelden die gekenmerkt worden door een informele, lieflijke uitstraling en een gebogen vorm, die hanchement (of minder subtiel: "gebroken heup") wordt genoemd. Maria wordt in deze traditie afgebeeld als een jonge moeder die ongedwongen speelt met het Kindje Jezus. Het vaasje met de zilveren lelie dat de Sterre der Zee in haar rechterhand draagt was oorspronkelijk een peer, waarnaar het Kind begerig zijn handje uitstrekte. Dit attribuut is waarschijnlijk verwijderd in een tijd dat men een dergelijke speelsheid te frivool vond. Een vergelijkbaar beeld van een Madonna met een druiventros bevindt zich in de Sint-Servaaskapel, de dagkapel van de Sint-Servaasbasiliek.
De eerste die de moeite nam de geschiedenis van het beeld op te schrijven, was de franciscaan Henricus Sedulius (latinisering van Hendrik de Vroom). Zijn boekje Diva Virgo Mosæ-Traiectensis ("de goddelijke Maagd van Maastricht") werd in 1609 uitgegeven door Johannes Moretus in Antwerpen. Volgens Sedulius werd het beeld dat tegenwoordig bekendstaat als de Sterre der Zee in 1474 geschonken door de edelman Nicolaus van Harlaer. Van Harlaer, eigenlijk De Harlay, moet een voornaam persoon zijn geweest. Van 1456 tot 1482 was hij raadsheer van Lodewijk van Bourbon, de prins-bisschop van Luik. Later zou hij bij de Maastrichtse minderbroeders (franciscanen) intreden. In de Oude Minderbroederskerk aan de Sint-Pieterstraat stond het beeld in een kapel aan de zuidzijde van het priesterkoor.

### Eerste bloeitijd volksdevotie
| |  |  |
| Links: Sterre-der-Zee-altaar, oorspronkelijk in de Oude Minderbroederskerk, hier in de Nieuwenhofkapel. Rechts: altaarbeelden in de oorspronkelijke kapel (thans RHCL) |  |  |

In de kerk van de Minderbroeders werd het beeld het centrum van een levendige volksdevotie, waarschijnlijk al in het eerste kwart van de 16e eeuw. Naar verluidt gebeurde dit na enkele wonderbaarlijke genezingen en gebedsverhoringen. In 1578 worden de franciscanen door de protestantse opstandelingen uit de stad verbannen. Het beeld  wordt in veiligheid gebracht in het huis van molenaar Jan van Keulen bij de Looierspoort. Al spoedig verhuist het naar het klooster van de Nieuwenhof, vanwaar het naar het veiligere Sint Pieter wordt overgebracht. Na de inname van Maastricht door Alexander Farnese begint de rekatholisering en breekt er een gouden tijd aan voor de franciscanen en hun Mariaverering. Het klooster wordt een waar bedevaartsoord, vooral na enkele wonderbaarlijke genezingen en een viertal aflaatbrieven (in 1607, 1614, 1628 en 1646). Duizenden nemen deel aan de jaarlijkse Paasmaandagprocessie met de Sterre der Zee.
In 1624 werd een fraai barokaltaar in de Sterre-der-Zeekapel geïnstalleerd, waarop het beeld werd geplaatst. Dit altaar kwam later in de kapel van het Nieuwenhofklooster terecht. Enkele beelden zijn bewaard gebleven en zijn thans onderdeel van een kunstzinnige installatie in het RHCL en wel precies in de ruimte waar ze ooit voor bedoeld waren.
Aan deze eerste bloeiperiode kwam een einde door de verdrijving van de minderbroeders uit de stad in 1639. Dit gebeurde na het zogenaamde Verraad van Maastricht (1638), waarbij de minderbroeder pater Vinck gespioneerd zou hebben voor de Spanjaarden.

### In ballingschap

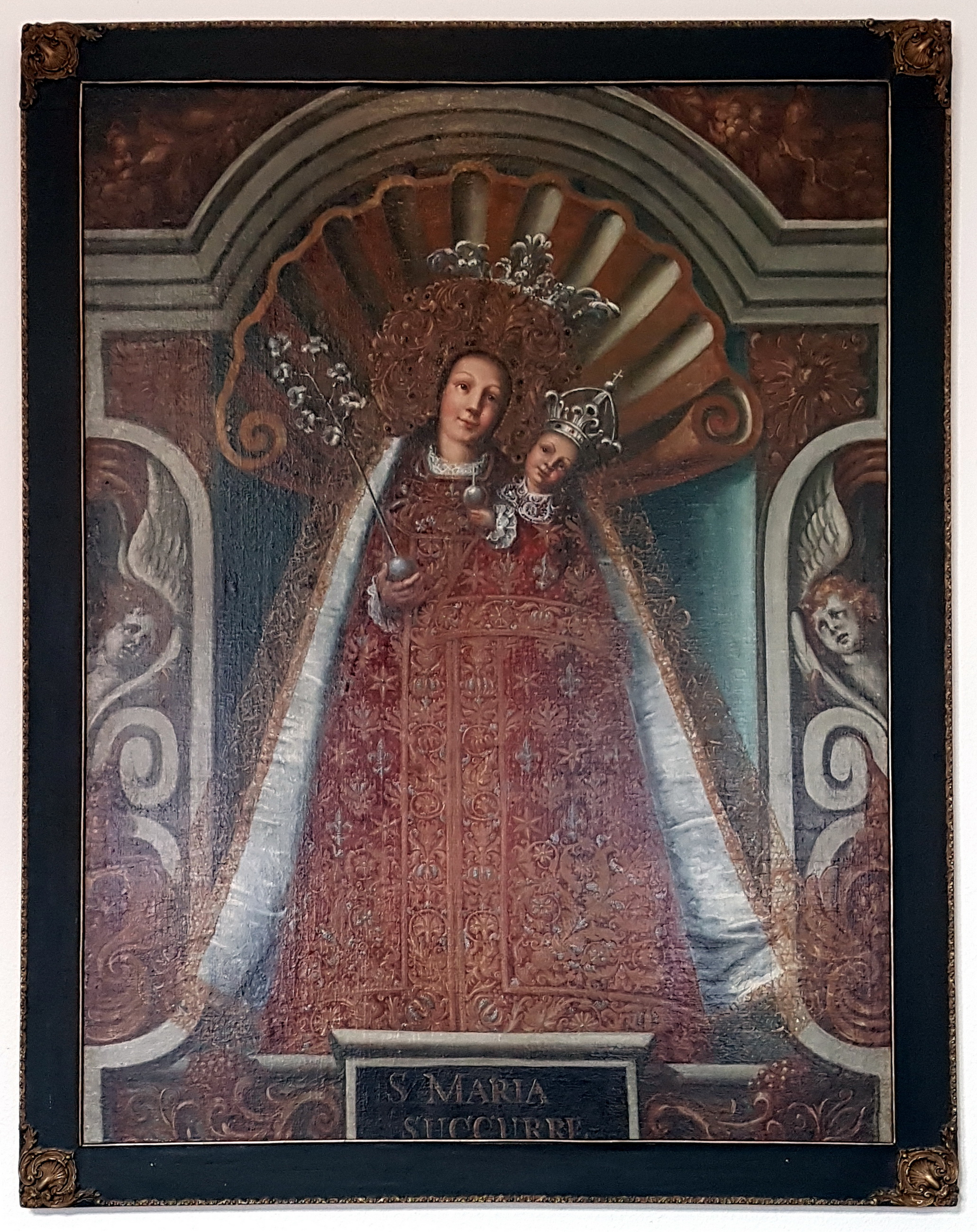
Olieverfschilderij (ca. 1700) in de museumzaal van het Klooster van de Zusters Onder de Bogen

In 1639 wordt het beeld ondergebracht bij de zusters van het Annunciatenklooster in Wyck. Na anderhalf jaar werd het beeld overgebracht naar het klooster Slavante op de Sint-Pietersberg, een oud klooster van de franciscaanse observantenbeweging, dat na 1638 opnieuw was opgebouwd. Dit klooster leek aanvankelijk veilig, omdat het in de zogenaamde Vrijheid van Sint Pieter lag, in het prinsbisdom Luik. Toch werd het beeld kort daarna per boot bij een burger van Visé afgeleverd, Thomas Libotte genaamd. Ook daar bleef het niet lang, want na enkele maanden verhuisde het naar het Minderbroedersklooster in Tongeren, waar het van 1641 tot 1675 onderdak vond en ook vereerd werd. Tijdens de bezetting van Maastricht van 1673 tot 1678 kon het beeld weer korte tijd terugkeren naar haar eigen stad, Met toestemming van het kapittel van Sint-Servaas werd het in 1675 geplaatst in de Sint-Jacobskapel, op de hoek van het Vrijthof en de Bredestraat (begin 19e eeuw gesloopt). Uit de tijd van de "ballingschap" dateren diverse legenden.
Na de Vrede van Nijmegen (1678) kregen de Minderbroeders korte tijd de beschikking over een gedeelte van hun oude klooster aan de Sint-Pieterstraat. Ook het beeld van de Sterre der Zee keerde daar terug, in een noodkapel. In deze tijd is voor het eerst sprake van de titel "Sterre der Zee". Toen de minderbroeders kort na 1700 hun nieuwe klooster op de Minderbroedersberg betrokken, namen zij ook het beeld mee. Het beeld kreeg een ereplaats op het barokke hoofdaltaar, omringd door oudtestamentische figuren, franciscaanse heiligen en engelen. Daar bleef het tot de opheffing van de kloosters door de Fransen in 1796. Leden van de devotionele broederschap van de Sterre der Zee zorgden ervoor dat het beeld ongedeerd door de Franse Tijd kwam.

### Van de Sint-Nicolaaskerk naar de Onze-Lieve-Vrouwekerk

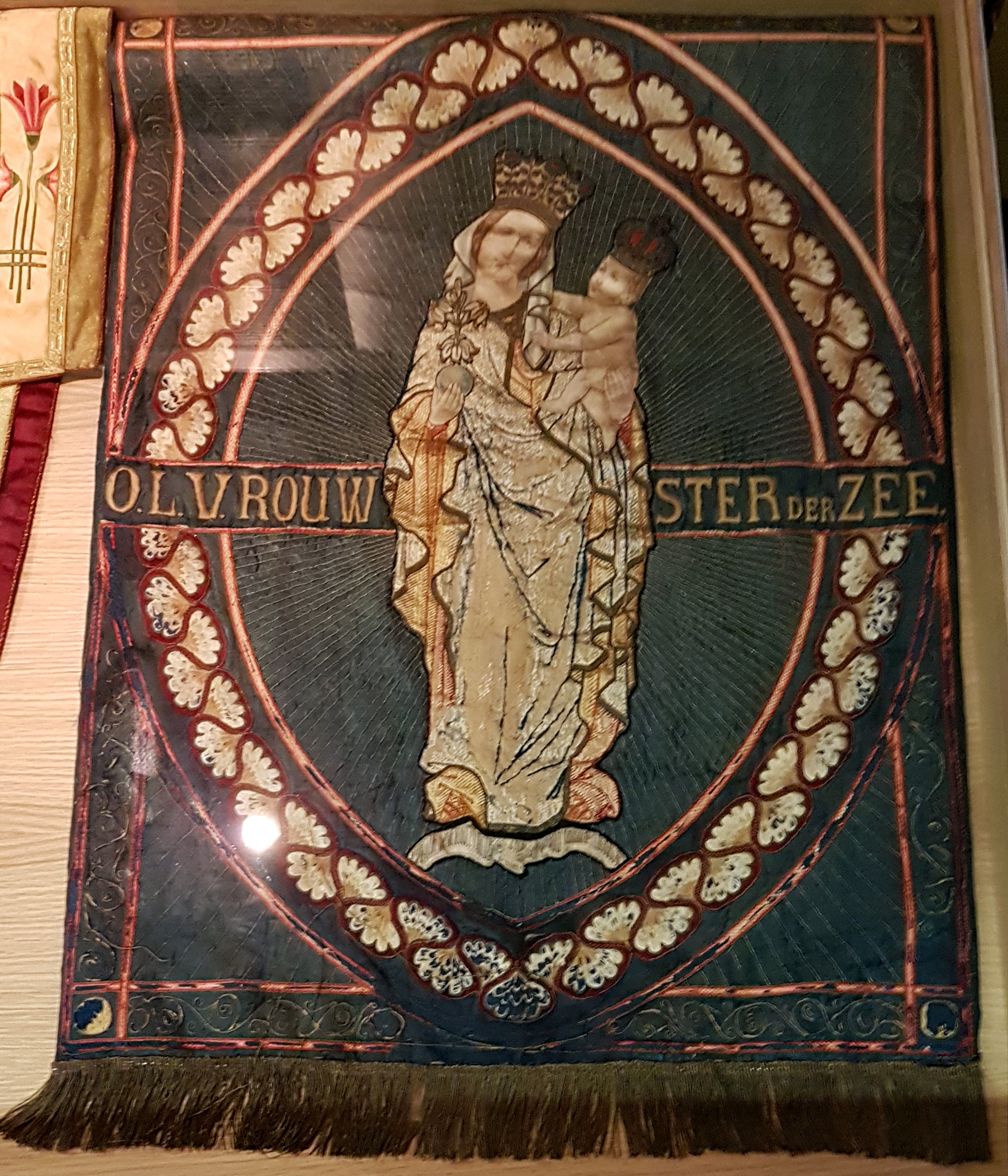
Processievaandel met gekroonde "Ster der Zee" (na 1912)

In 1804 verhuisde het beeld naar de Sint-Nicolaaskerk, de parochiekerk naast de kapittelkerk van Onze Lieve Vrouw. Toen de Sint-Nicolaaskerk werd gesloten, kreeg de parochie de kapittelkerk als nieuw onderkomen toegewezen. Op 10 oktober 1837 werd de Sterre der Zee overgebracht naar de  Onze-Lieve-Vrouwekerk, waar het een plaats kreeg op een zijaltaar in het noordertransept. In 1903 verhuisde het naar de Merodekapel, een laat-15e-eeuwse aanbouw aan de kruisgang van de Onze-Lieve-Vrouwekerk, die daarna Sterre-der-Zeekapel genoemd werd. De bekende architect Pierre Cuypers leidde de herinrichting van de kapel (1904-1906), waarbij de muur tussen het voorportaal en de Merodekapel werd weggebroken. Het beeld werd geplaatst op een speciaal ontworpen neogotisch altaar. Na de "kroning" (zie hieronder) paste het beeld niet langer in de nis van het altaar. Sindsdien staat het op een piëdestal vóór de nis.

### Tweede bloeitijd volksdevotie

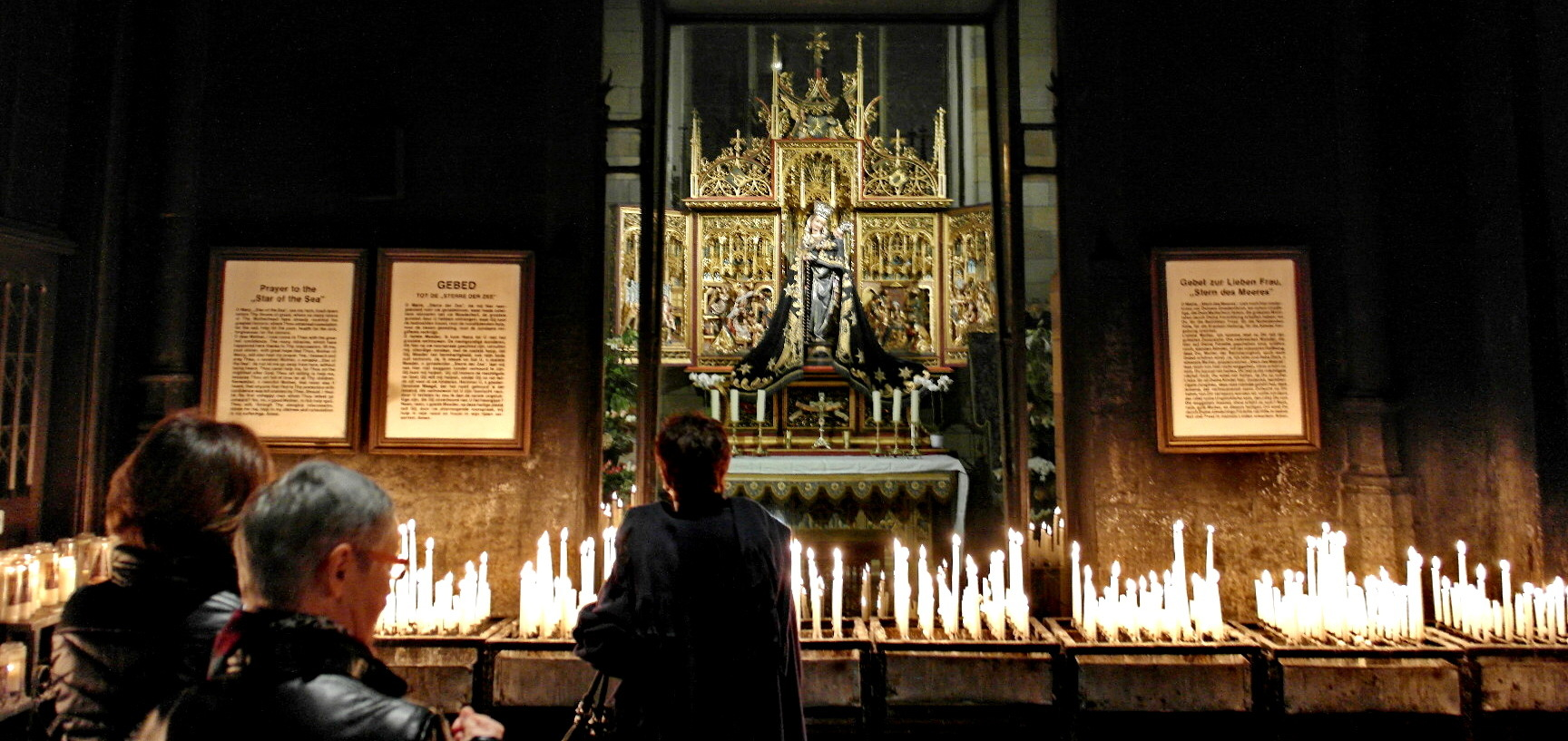
"Kaarsje branden" bij de Sterre der Zee, 2014

De verering van de Sterre der Zee nam in het begin van de 20e eeuw een hoge vlucht, vooral door toedoen van de toenmalige pastoor Piet Jacobs (1850-1930). Een aantal onder zijn pastoraat genomen maatregelen hebben de devotie tot de Sterre der Zee sterk bevorderd. Daartoe behoren: de verplaatsing van het beeld naar de Merodekapel, inclusief de inrichting van de kapel met het neogotische altaar en mozaïekvloer (1903-06), het herstel van de Maria-bidweg (1904), de fusie van de twee Maria-broederschappen (1906), de vervaardiging van het nieuwe parochiezegel met een afbeelding van de Sterre der Zee (1907), het verschijnen van het Gebed tot de Sterre der Zee (1908), het verlenen van een volle aflaat (1908), de bestelling van kopiebeelden (1912), de pauselijke kroning van het beeld (1912), de organisatie van het Maria-Congres (1912) en de publicatie van een aantal Sterre der Zee-liederen (vanaf 1912). Ook na de Tweede Wereldoorlog bleef de devotie onverminderd populair, onder meer door de bevordering ervan door bisschop Lemmens, een groot Maria-vereerder. Bekend zijn de pelgrimstochten die hij in de jaren 1950-55 leidde, waarbij het beeld van de Sterre der Zee (of een kopie ervan) alle parochies in het bisdom Roermond bezocht.
Vanaf de jaren 1960 is door de toenemende secularisatie en ontkerkelijking geleidelijk een einde gekomen aan het "Rijke Roomse Leven". Hoewel ook de devotie tot de Sterre der Zee is afgenomen, wat kan worden afgeleid aan de verminderde deelname aan processies en bidtochten, blijft het traditionele "kaarsje branden" in de Sterre der Zeekapel onverminderd populair.

## Hedendaagse devotie
De Sterre der Zee is wellicht de bekendste en meest populaire van de vier zogenaamde 'stadsdevoties' van Maastricht, waartoe ook de Zwarte Christus van Wyck, het Borstbeeld van Sint-Servaas en dat van Sint-Lambertus behoren.

### Merodekapel
Het beeld van de Sterre der Zee bevindt zich in de Kapel van Merode van de Onze-Lieve-Vrouwebasiliek, waar het staat opgesteld op een neogotisch altaar, omgeven door bloemen en kaarsen. De altaarretabels zijn in 1904 vervaardigd door het Atelier Langenberg uit Goch met voorstellingen van de Annunciatie, de Aanbidding door de herders, de Aanbidding der koningen en de Kroning van Maria. Voor het altaar staat een bidstoel en ligt een intentieboek. Tegen de zijwanden van de Merodekapel zijn ex voto's bevestigd. De gebrandschilderde ramen van Frans Slijpen uit 1960 zijn gebaseerd op visioenen uit het Bijbelboek Openbaring (de apocalyptische vrouw met draak, de boreling, de rechtvaardige rechter en engelen strijdend tegen de draak). Het derde raam achter het altaar heeft een abstract-geometrisch ontwerp. De kapel heeft een mozaïekvloer ontworpen door Pierre Cuypers met negen voorstellingen, de meeste met Latijnse spreukbanden. Tussen de Merodekapel en het voorportaal van de kerk bevindt zich een glazen wand. Ervoor staat een bank waarop mensen kunnen knielen of plaatsnemen om te bidden. Voor de bank staan diverse offertafels met kaarsenhouders, waar bezoekers tegen betaling een brandende kaars kunnen plaatsen. Ter weerszijden van de glazen wand is het Gebed tot de Sterre der Zee in het Nederlands, Engels en Duits te lezen (vroeger ook in het Frans). Dagelijks bezoeken zo'n duizend Maria-vereerders, mensen in nood en toeristen de kapel van de Sterre der Zee. Het opsteken van een kaarsje bij de Sterre der Zee is voor veel Maastrichtenaren en bezoekers van de stad een vast ritueel.

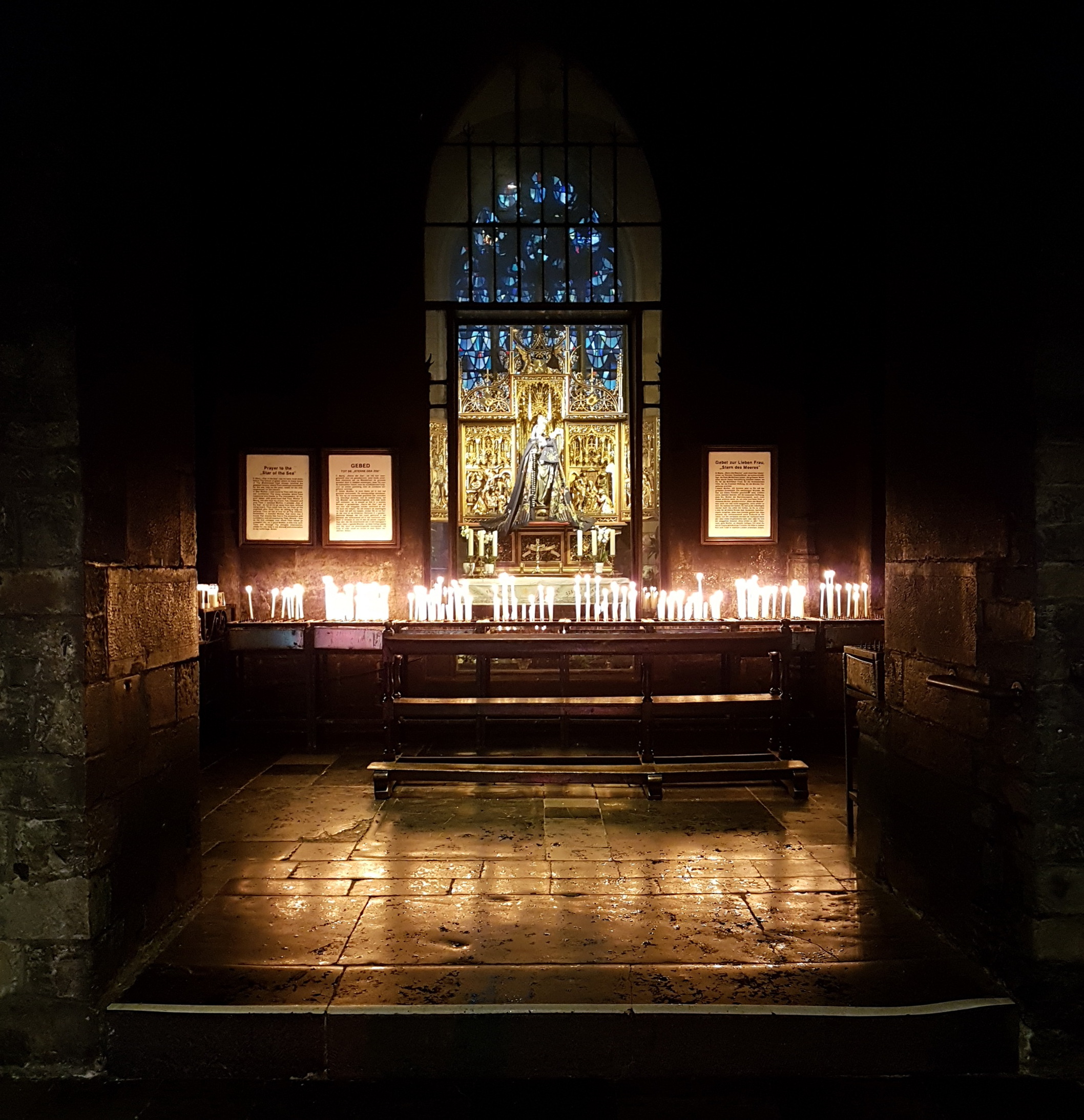
Zicht op de Merodekapel vanuit het portaal
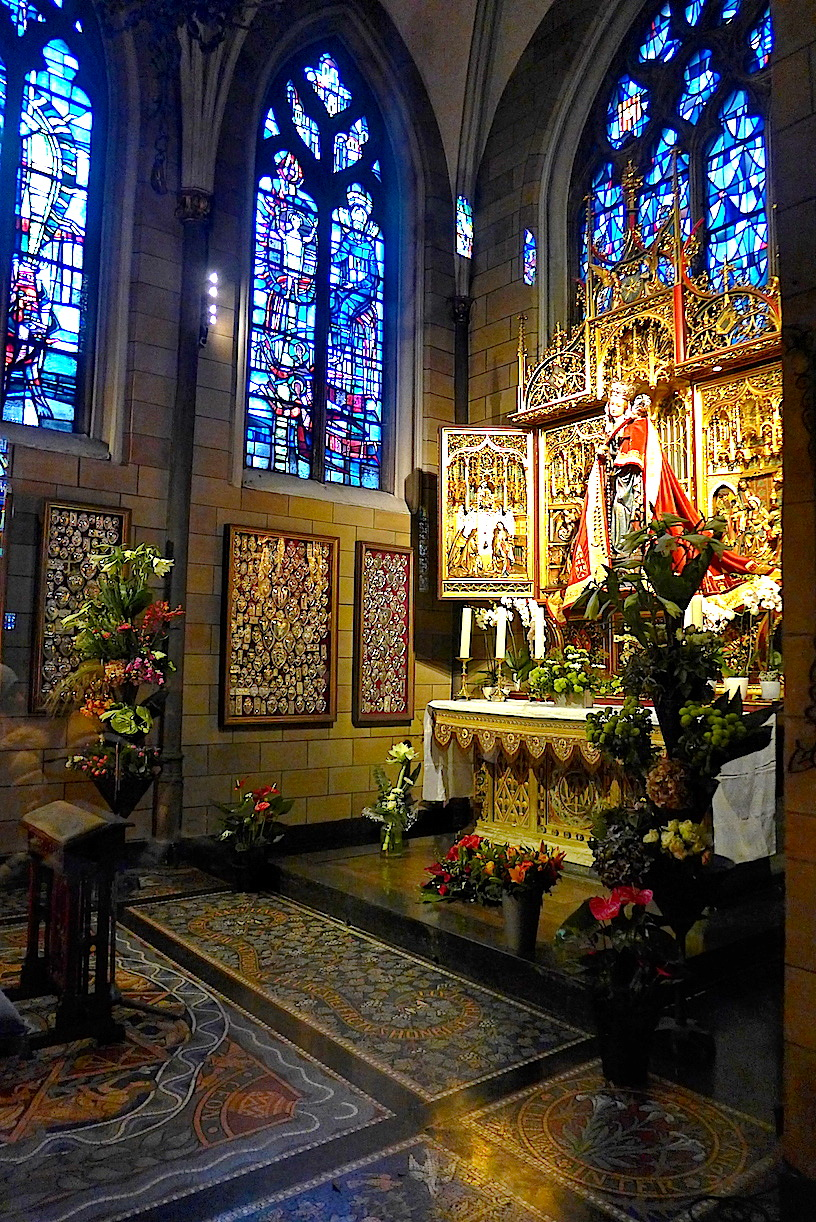
Gebrandschilderde ramen en mozaïekvloer
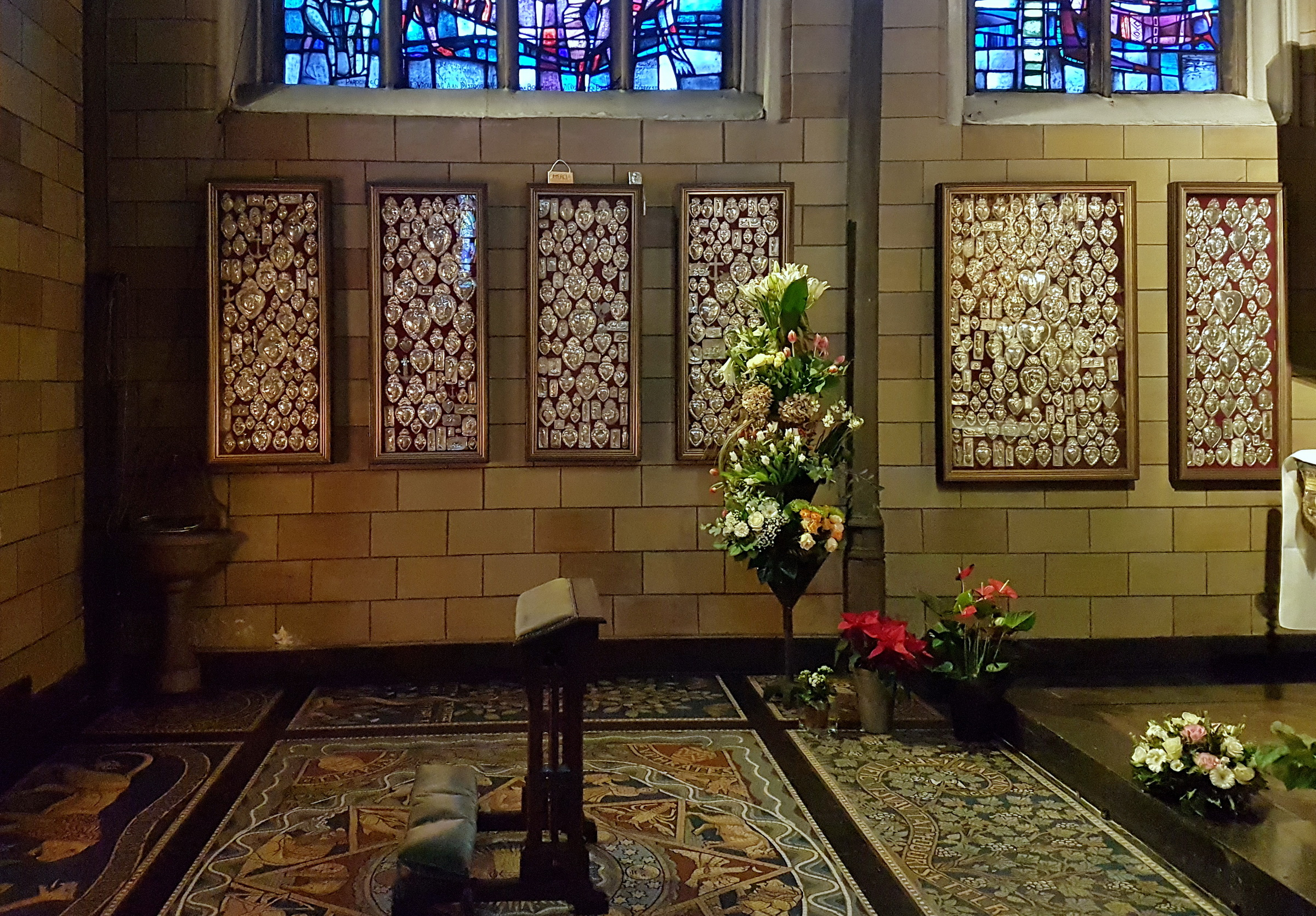
Ex voto's aan de muur
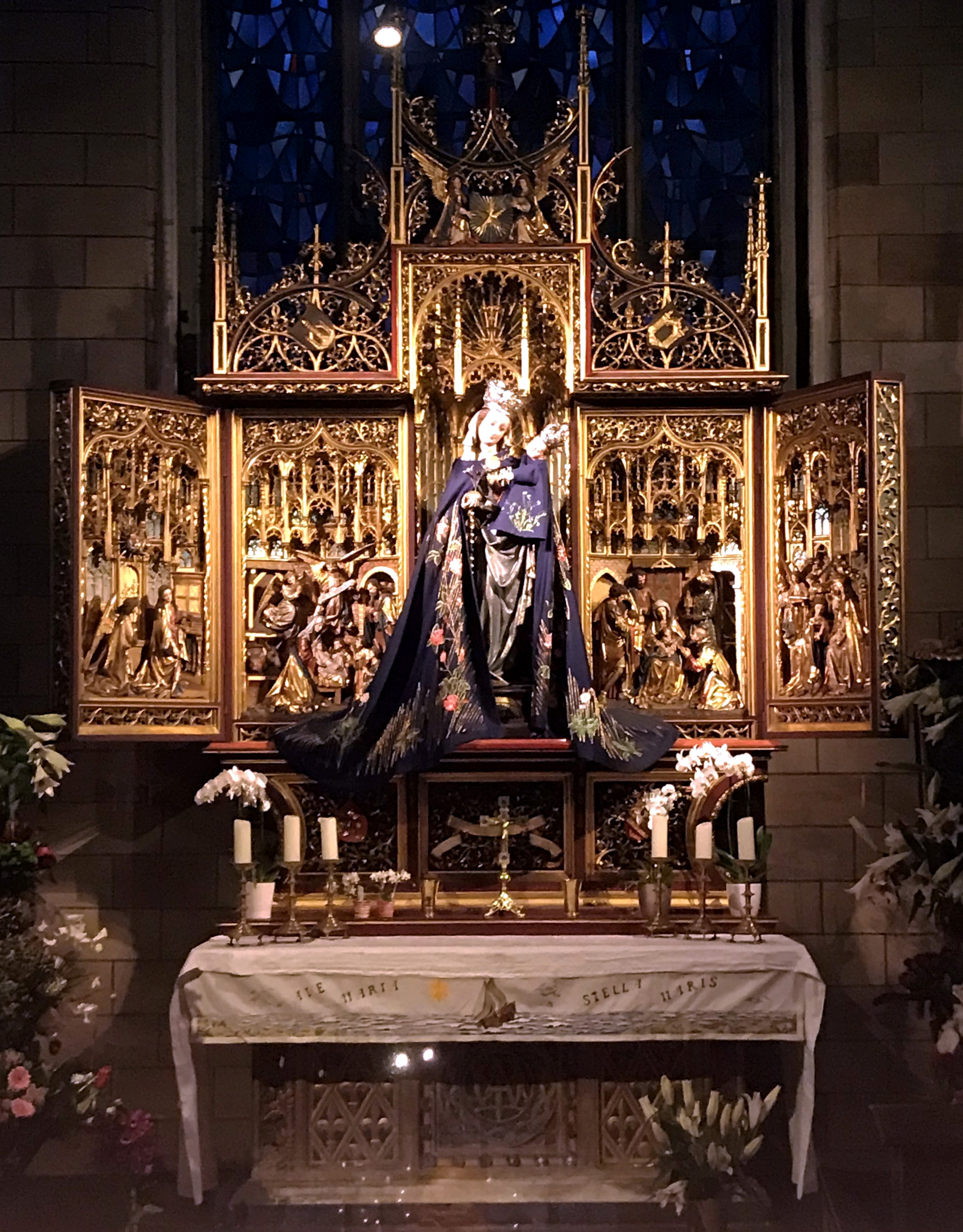
Neogotisch altaar met zijluiken

### Aankleding beeld
Het beeld wordt al eeuwen, naar Zuid-Europees voorbeeld, gekleed met een wijde, kegelvormige mantel. Omdat ook het blote Jezuskindje een mantel kreeg, moest een armpje worden afgezaagd. De kleur van de mantels varieert naargelang het kerkelijk jaargetijde. De oude, blauwe mantel wordt gedragen door het jaar heen; de nieuwe blauwe mantel uit 1951, geborduurd door de Zusters van het Arme Kind Jezus, is bedoeld voor plechtige feestdagen. De rode mantel is voor de paastijd en voor lagere feestdagen. In de vastentijd en de advent draagt het beeld geen mantel; dan zijn ook de zijluiken van het retabel gesloten.

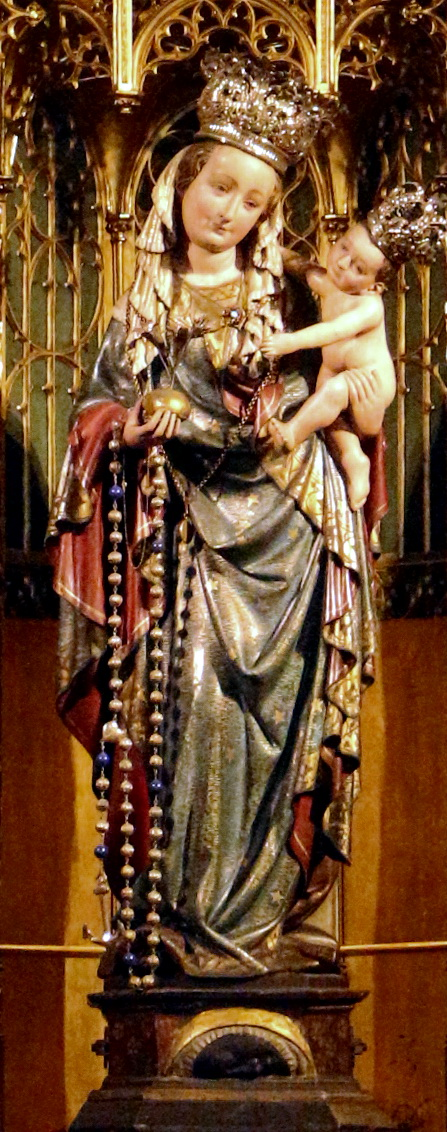
Het beeld zonder mantel
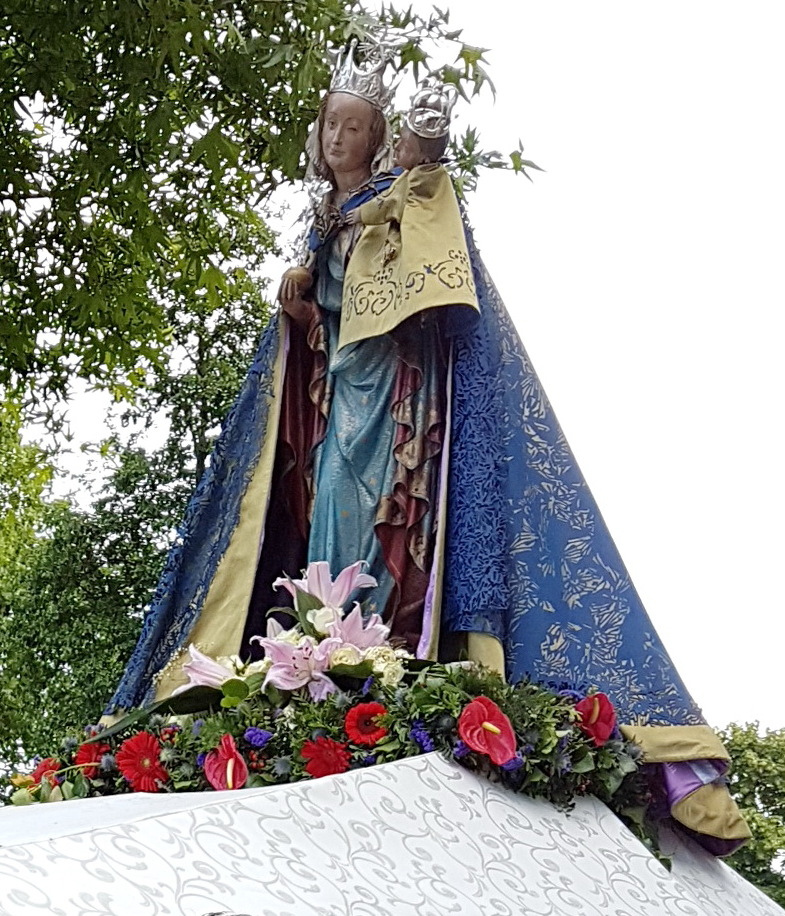
'Oude' blauwe en crêmekleurige mantel
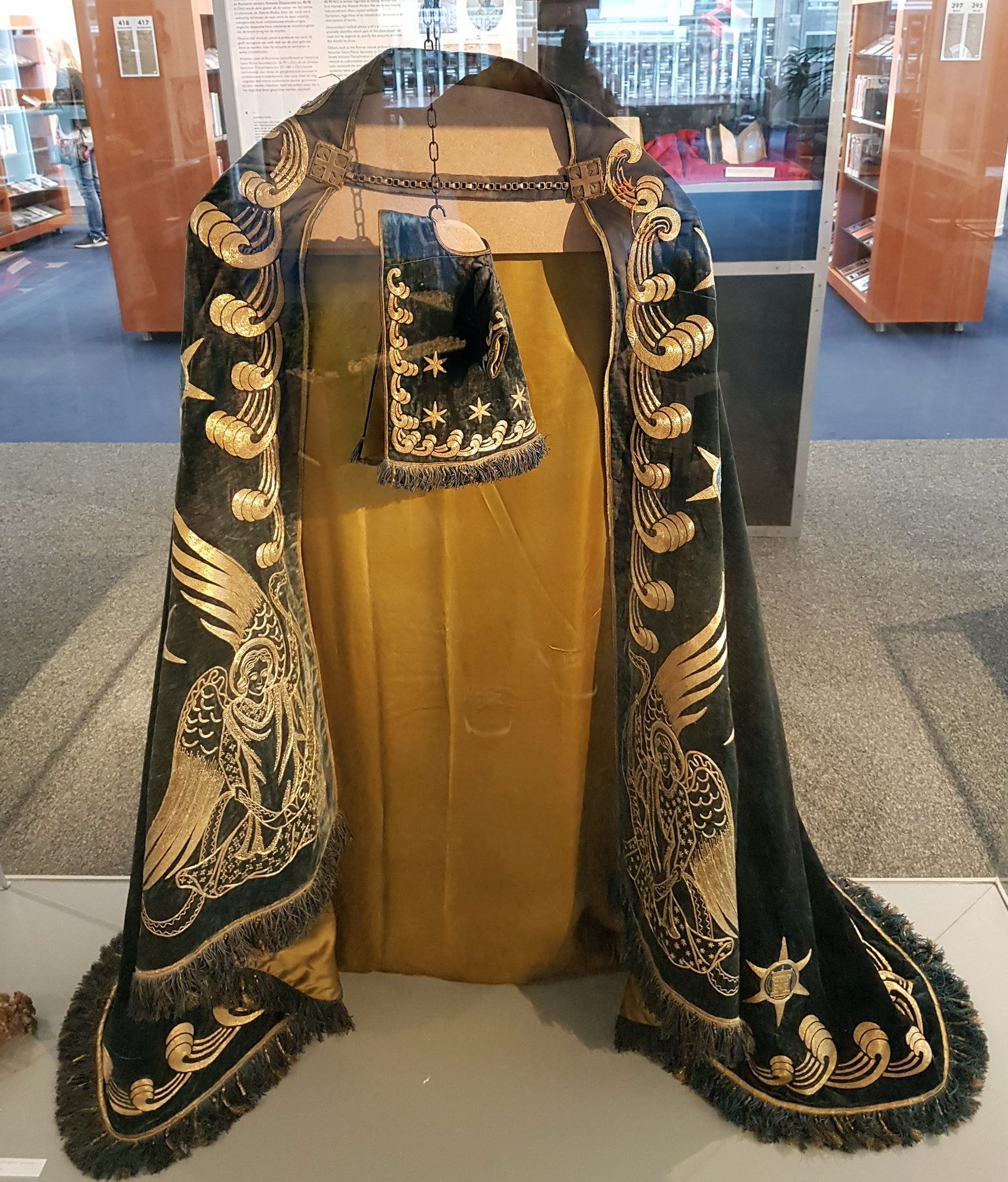
'Nieuwe' blauwe mantel uit 1951
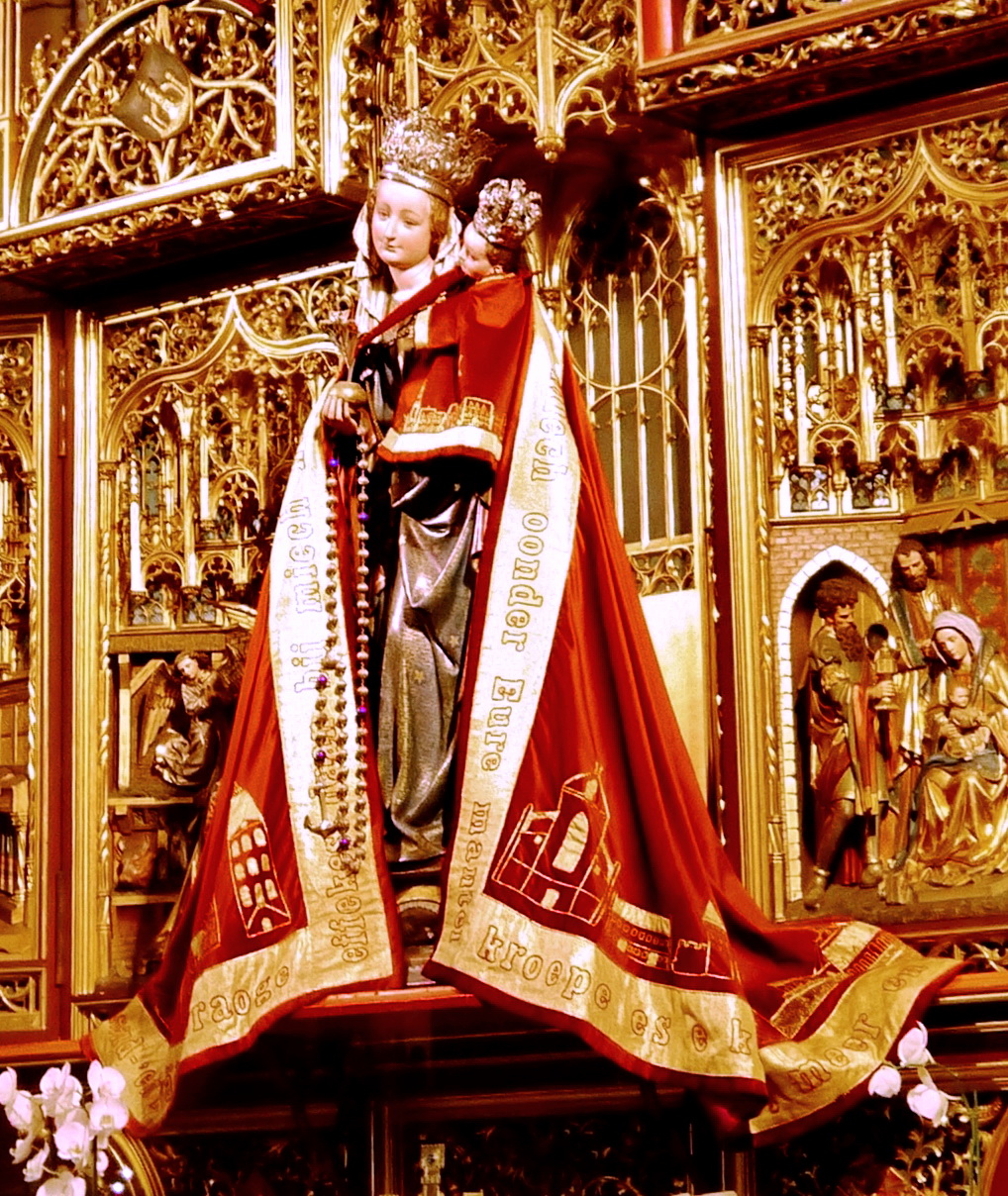
Rode mantel met gouden bies

### Processies en ommegangen
Tweemaal per jaar staat het beeld extra in de belangstelling als het wordt meegedragen in de groete en klein percessie (grote of Sint-Servaasprocessie, en kleine of Paasmaandagprocessie). Tijdens de zevenjaarlijkse heiligdomsvaart wordt het beeld tweemaal extra meegevoerd in wat dan een ommegang wordt genoemd. Tijdens deze langere tochten buiten de kerk wordt de grote processiebaar gebruikt, waarop het genadebeeld stevig wordt vastgemaakt en die bespannen is met wit damast en versierd met bloemen. De baar wordt door twee groepen van twaalf dragers voortbewogen, leden van het Dragersgilde Sterre der Zee. Het dragersgilde neemt ook deel aan processies in andere wijken van Maastricht, zoals Sint Pieter, Wyck, Amby, Scharn en Heer. Bij kortere processies, zoals de bidweg en de intredeprocessie in de kerk op (Maria)feestdagen (onder andere Maria-Lichtmis, Maria-Boodschap, Maria-Tenhemelopneming en Maria Onbevlekt Ontvangen), wordt een kleiner, houten draagstel gebruikt, waarvoor slechts vier dragers nodig zijn. Sinds 2005 wordt in het Bisdom Roermond op 10 oktober (de dag in 1837 waarop het beeld naar de Onze-Lieve-Vrouwekerk werd overgebracht) het liturgisch feest van de Sterre der Zee gevierd. Er vindt dan tevens een 'grote bidweg' plaats.

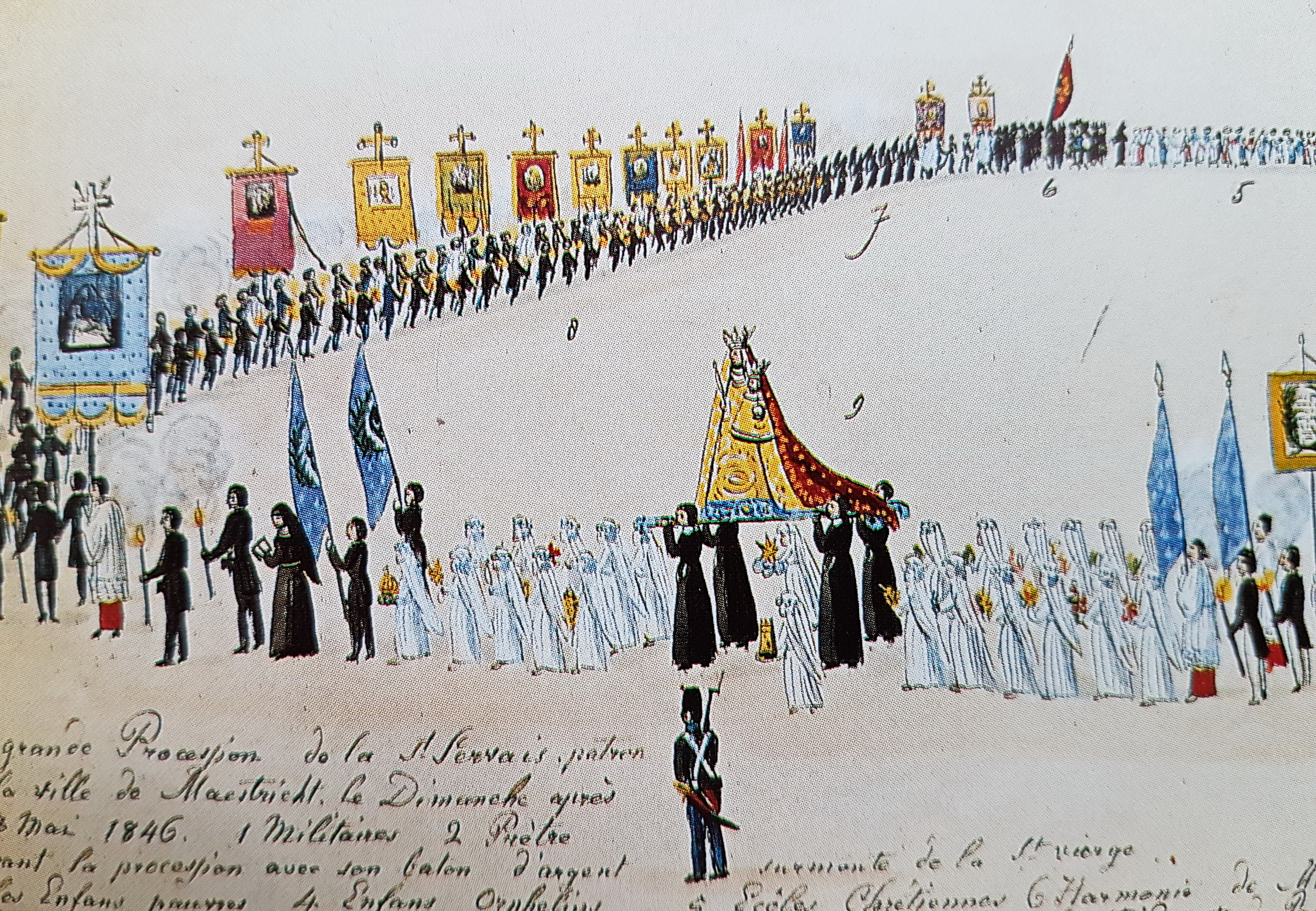
Sint-Servaasprocessie op het Vrijthof, 1846
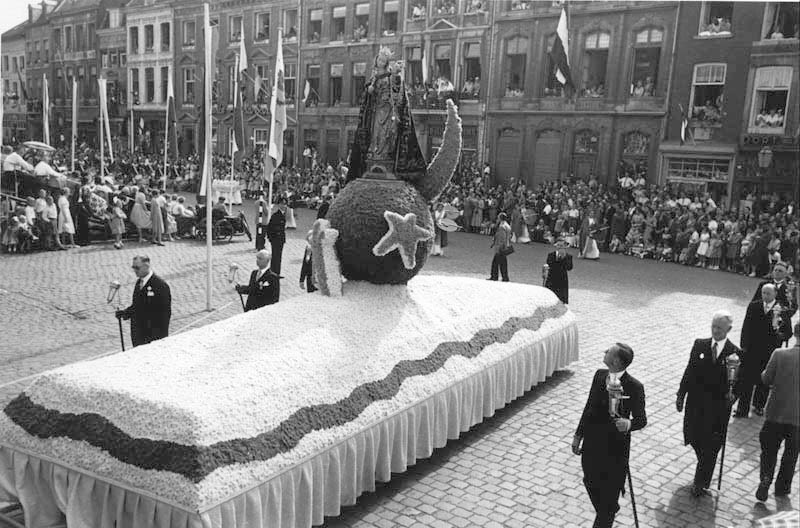
Heiligdomsvaart op de Markt, 1955 (met bloemenwagen)
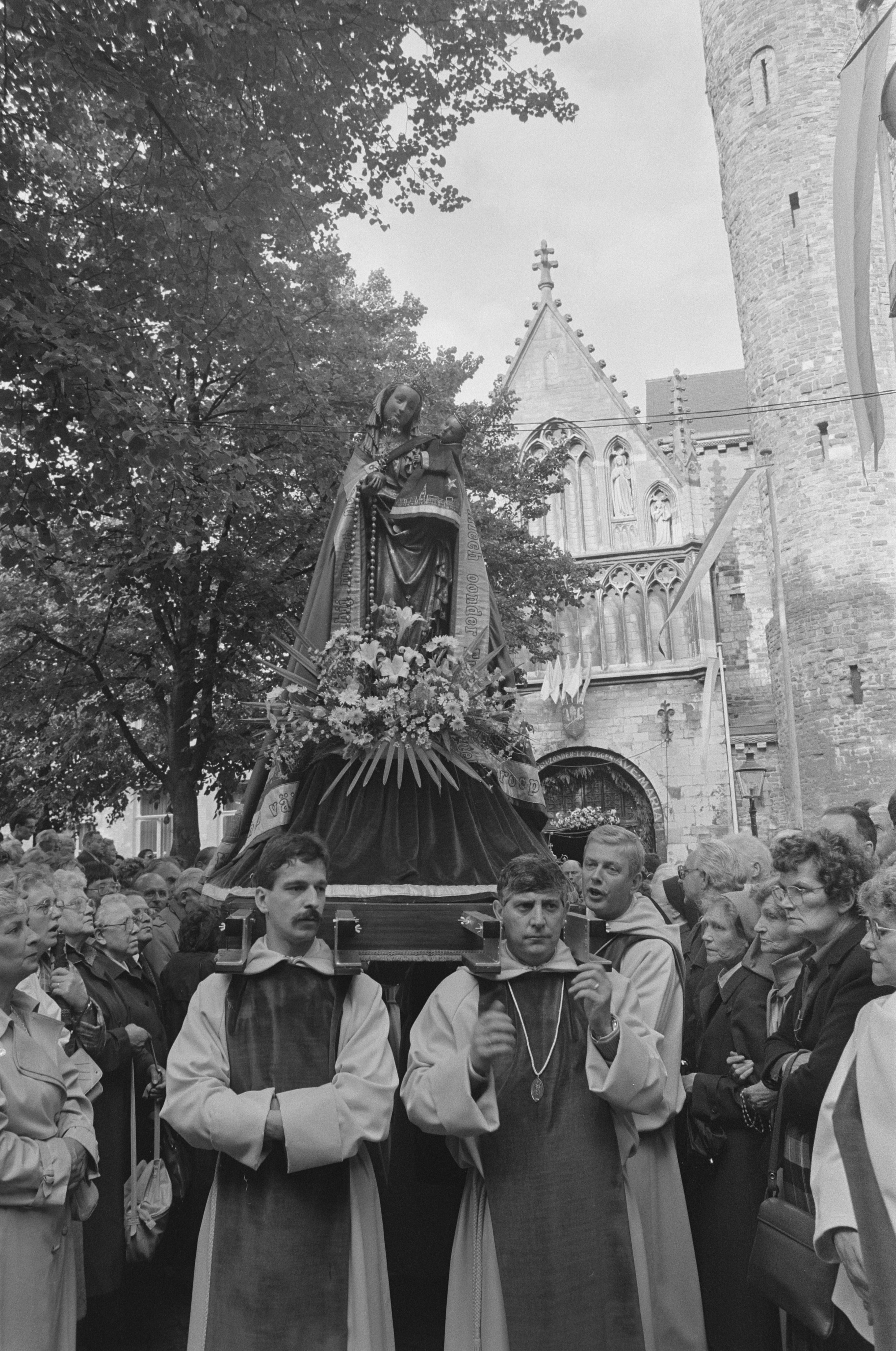
Bidwegprocessie Onze Lieve Vrouweplein, 1987
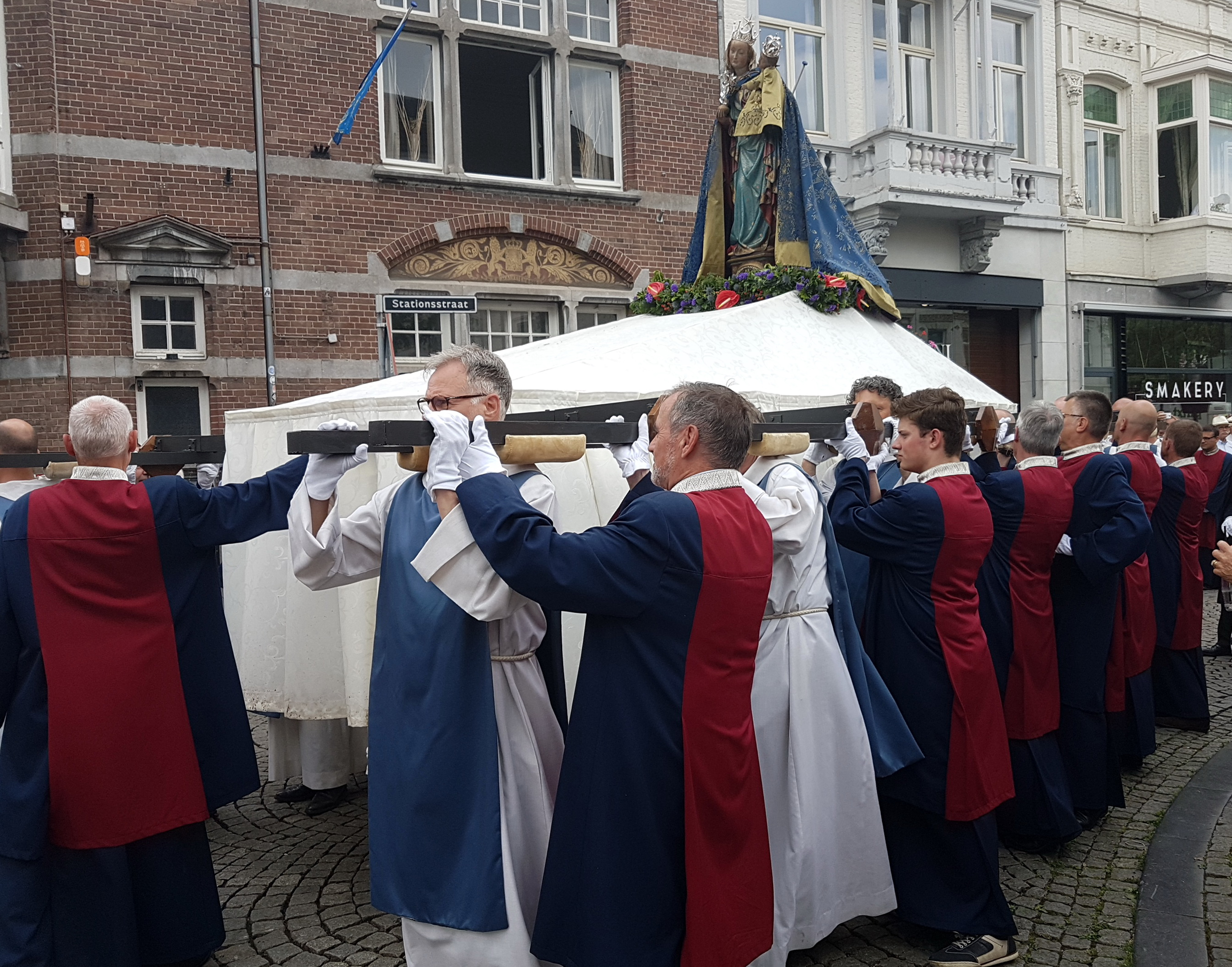
Heiligdomsvaart Stationsstraat, 2018 (wisselen van dragers)

### Broederschap
De eerste franciscaanse lekenbroederschap van de Sterre der Zee werd op 7 april 1701 opgericht in de Tweede Franciscanerkerk. In de 16e eeuw was er ook al een broederschap aan het beeld verbonden, maar deze was tevens aan Sint-Franciscus gewijd. Tot 1782 was het lidmaatschap voorbehouden aan ongehuwde mannen; daarna konden ook gehuwde mannen lid worden. De broederschap werd in 1797 door de Fransen opgeheven. Een andere 18e-eeuwse Mariabroederschap was aan de Sint-Nicolaaskerk verbonden. Deze beschikte over een eigen devotiebeeld van Onze Lieve Vrouw Onbevlekt Ontvangen (zonder Kind). Deze broederschap werd eveneens in 1797 opgeheven, maar in 1801 alweer hersteld. Vanaf 1804 richtte de devotie van de broederschap zich op de Sterre der Zee. Sinds 1938 is de officiële naam: Broederschap van O.L. Vrouw, Sterre der Zee. Flambouwdragers en andere leden van de broederschap begeleiden het beeld van de Sterre der Zee bij processies en ommegangen, zowel binnen als buiten de kerk. De broederschap neemt tevens deel aan de zaterdagse missen en zorgt ervoor dat dagelijks de eerste kaars in de Sterre-der-Zeekapel wordt aangestoken.

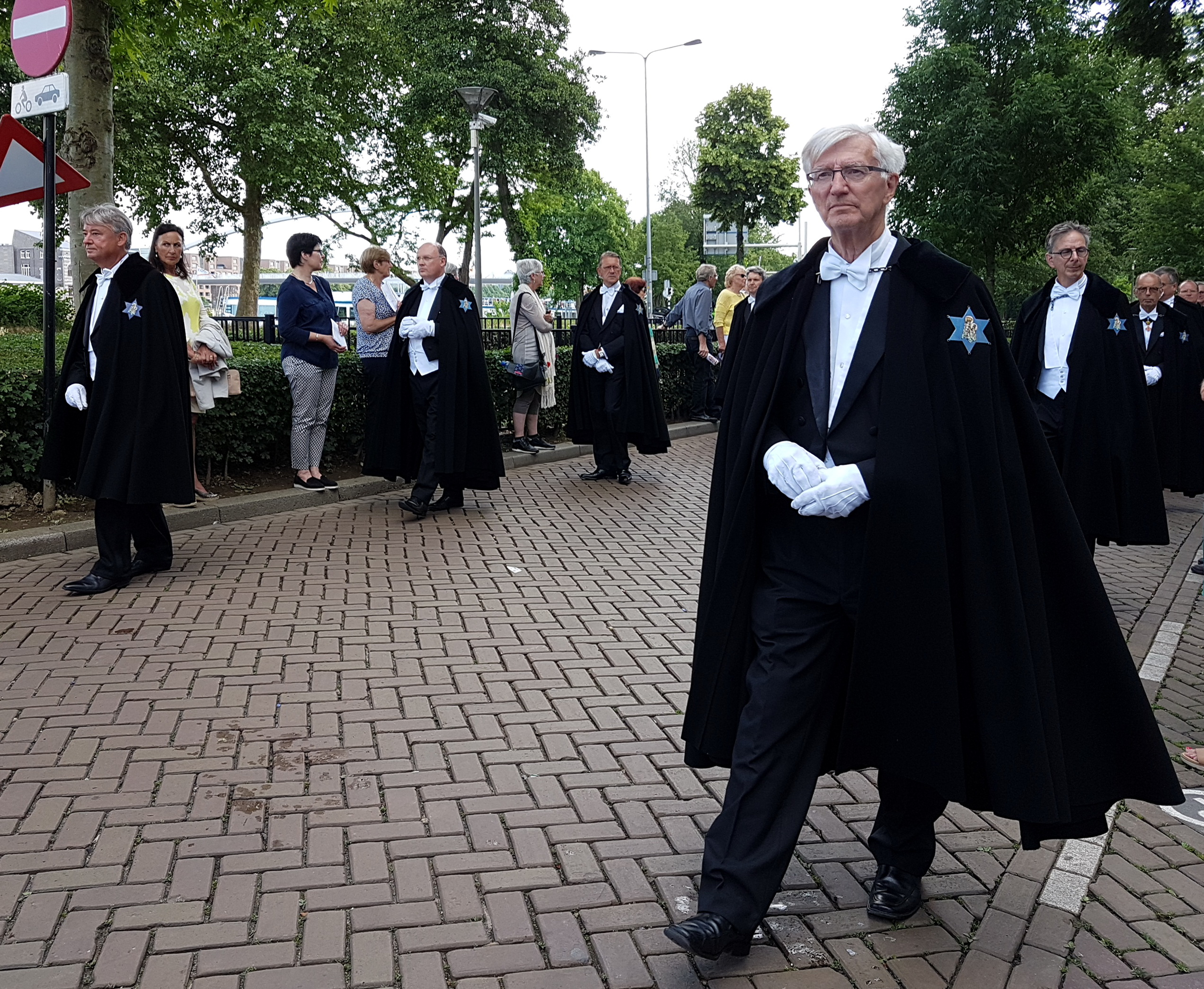
Broederschapsmeesters in de Heiligdomsvaart van 2018
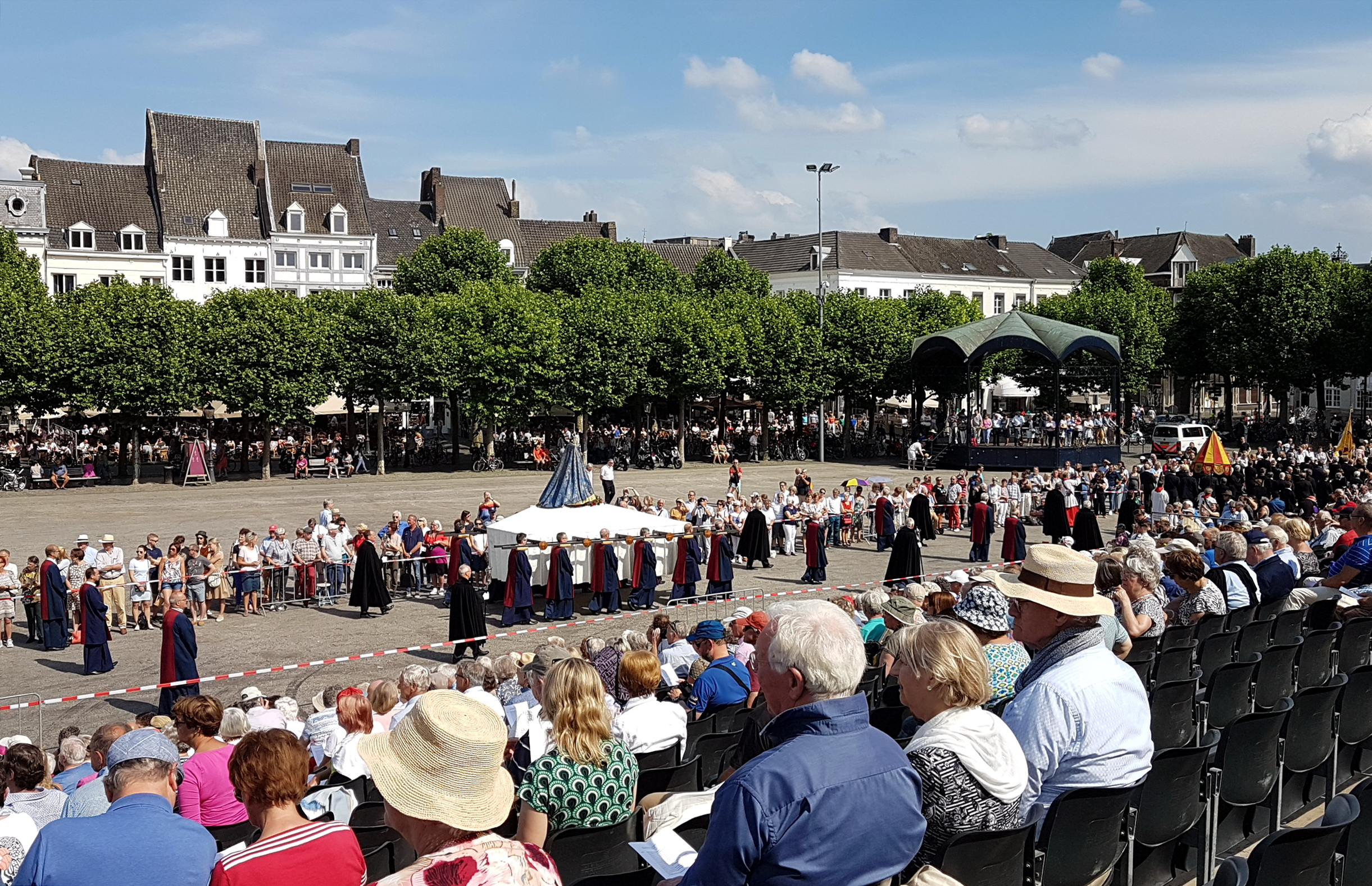
Leden van de broederschap rondom de processiebaar
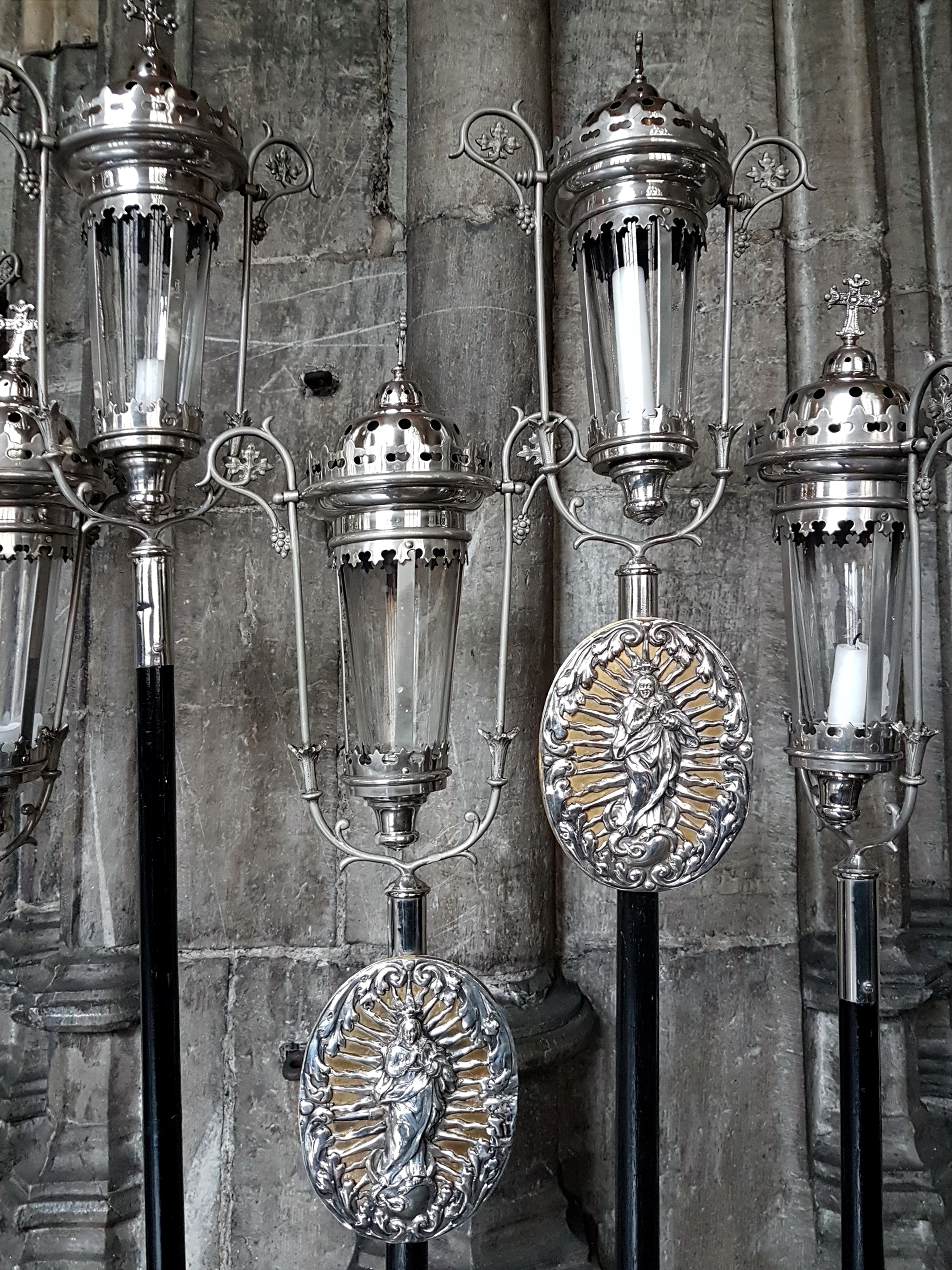
Flambouwen met broederschapsplaquettes
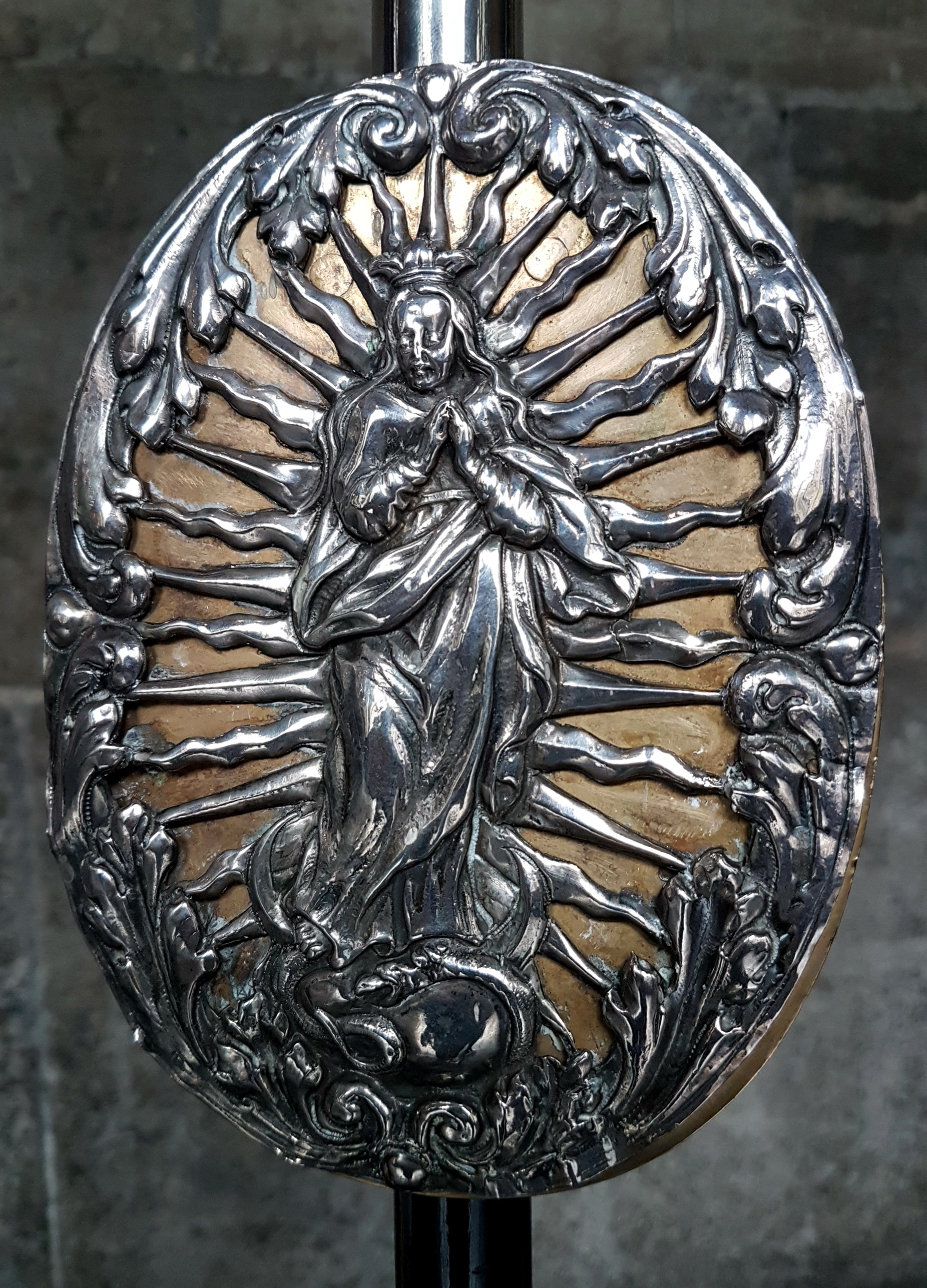
18e-eeuwse zilveren broederschapsplaquette

### Gebeden en liederen
De tekst van het Gebed tot de Sterre der Zee is in 1908 geschreven door pastoor Jacobs en speelt een grote rol in de devotie tot de Sterre der Zee. Op de website van de Sterre der Zee is de tekst in 13 talen te lezen. Het bekendste Sterre der Zee-lied is O reinste der schepselen, een oorspronkelijk Engels Maria-lied van de componist Henri Frederick Henry uit 1864 met een tekst van Marie Koenen uit 1912 (gedeeltelijk uit het Engels vertaald).

### Verhalen en legenden
Enkele in de loop der eeuwen ontstane verhalen en legenden zijn uitgebeeld in een diorama in de Onze-Lieve-Vrouwebasiliek:

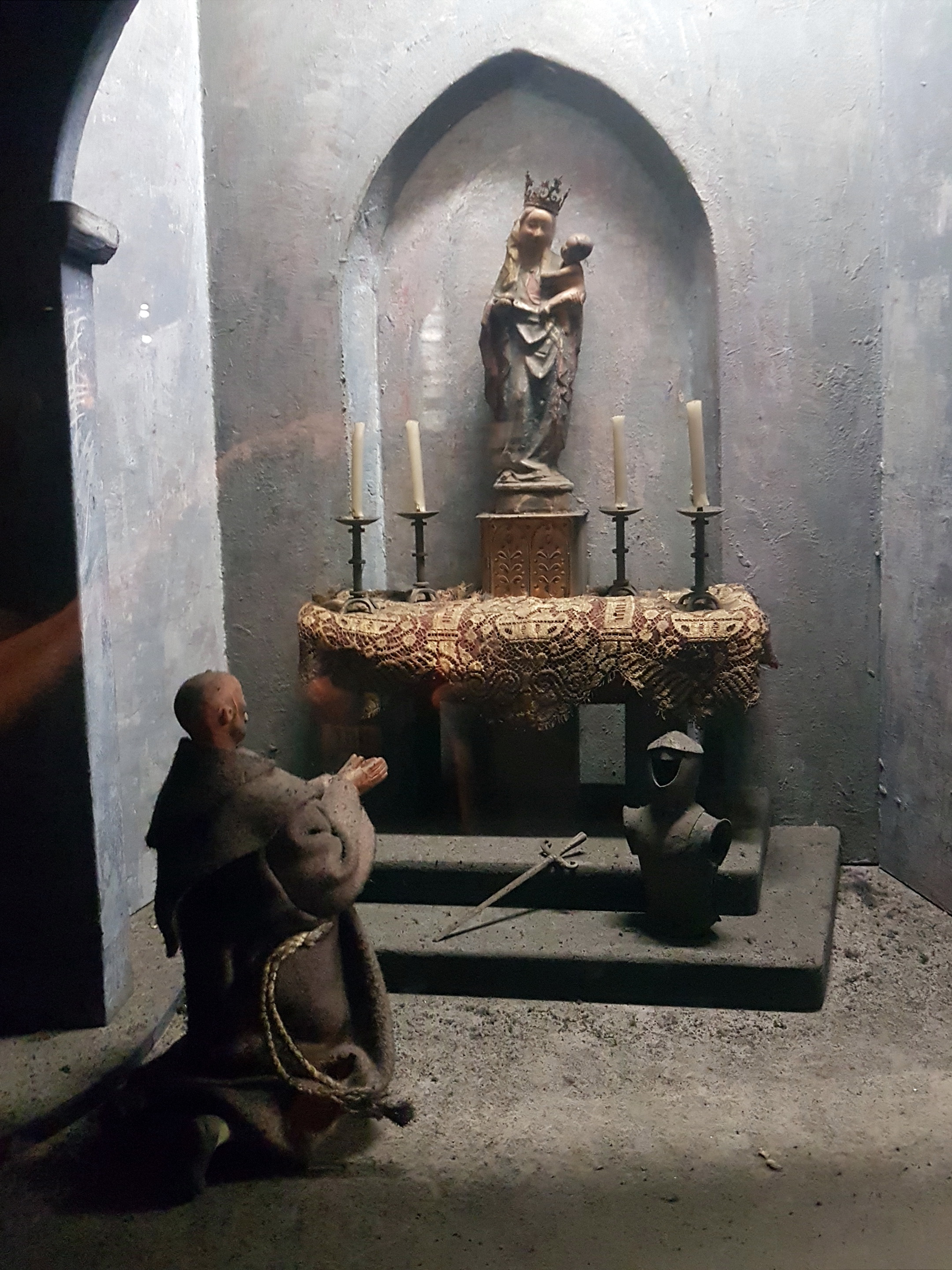
De edelman die het beeld aan de franciscanen schonk, treedt zelf in het klooster
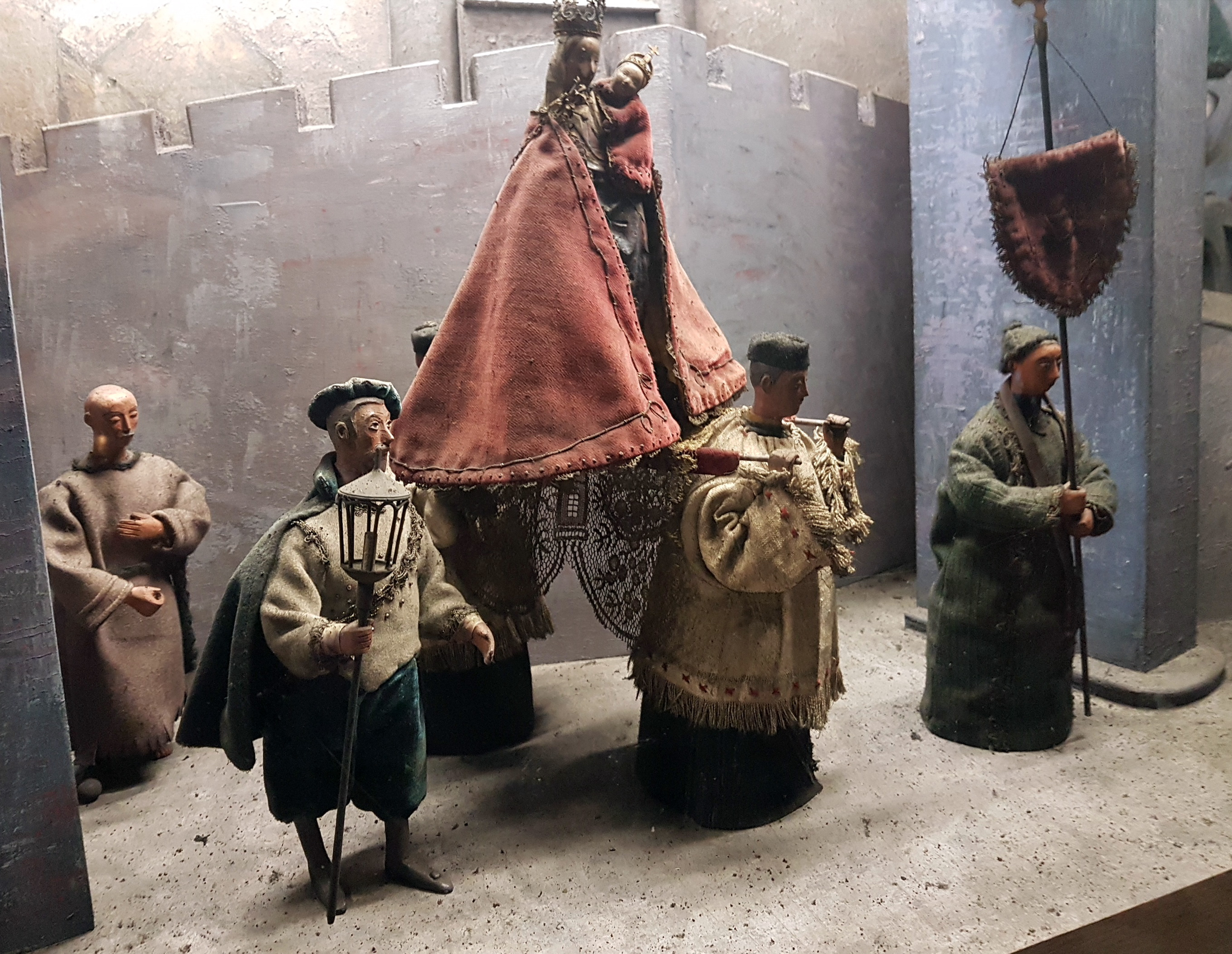
Het beeld wordt tijdens de Staatse bezetting van het ene naar het andere onderduikadres gebracht
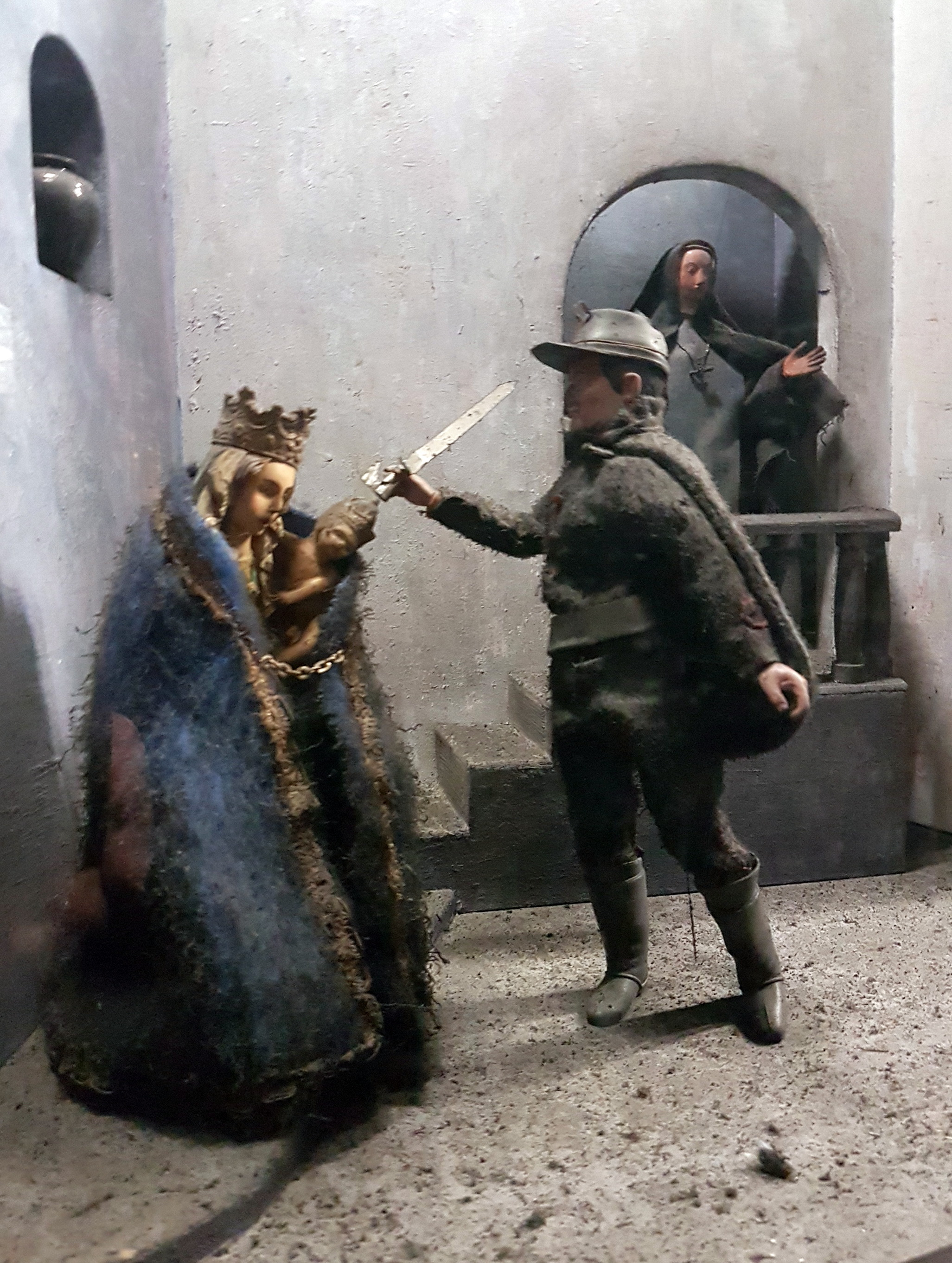
De arm van een Staats soldaat verstijft als hij het beeld bij de zusters van de Nieuwenhof wil stuk slaan
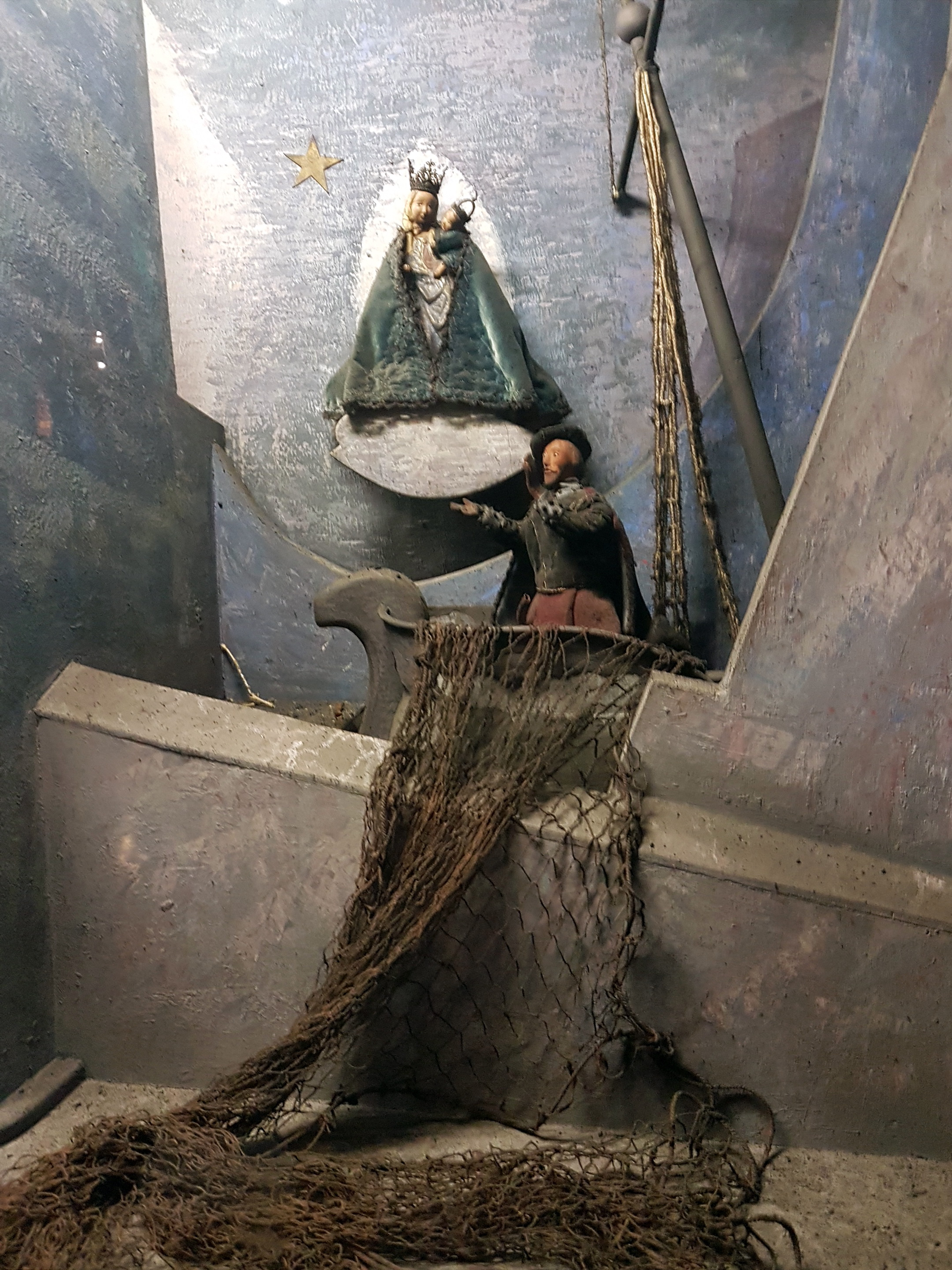
Een edelman wordt gered als hij bij stormachtig weer op zee tot de Sterre der Zee bidt